# Сагсай
Сагсай (монг. Сагсай) – сомон Баян-Улгийського аймаку Монголії. Територія 3,0 тис кв км, населення 5,3 тис. Центр Уужим розташований на відстані 35 км. від міста Улгий, та на відстані 1700 км від Улан-Батора. Школа, лікарня, сфера обслуговування, лікарня

## Рельєф
Гірська місцевість, на півдні хребти Алтаю (3500-3900 м), у західній та східній частині гори Сагсаю (3000-3500м), в центральній та північній частині долини річок Сагсаю та Ховд. Багато озер льодовикового походження, як Даян.

## Клімат
Клімат різкоконтинентальний, середня температура січня -20 градусів, липня +10-11 градусів. Протягом року в середньому випадає 400 мм. опадів.

## Корисні копалини
Багатий на природні ресурси: залізну руду, будівельну сировину.

## Тваринний світ
Водяться вовки, лисиці, зайці, корсаки, козулі, бабаки.

## Адміністративні межі
Сагсай межує з сомонами Улаанхус,Бугат, Буянт, Алтай,також межує із центром аймаком містом Улгий.